# Хоупвелл

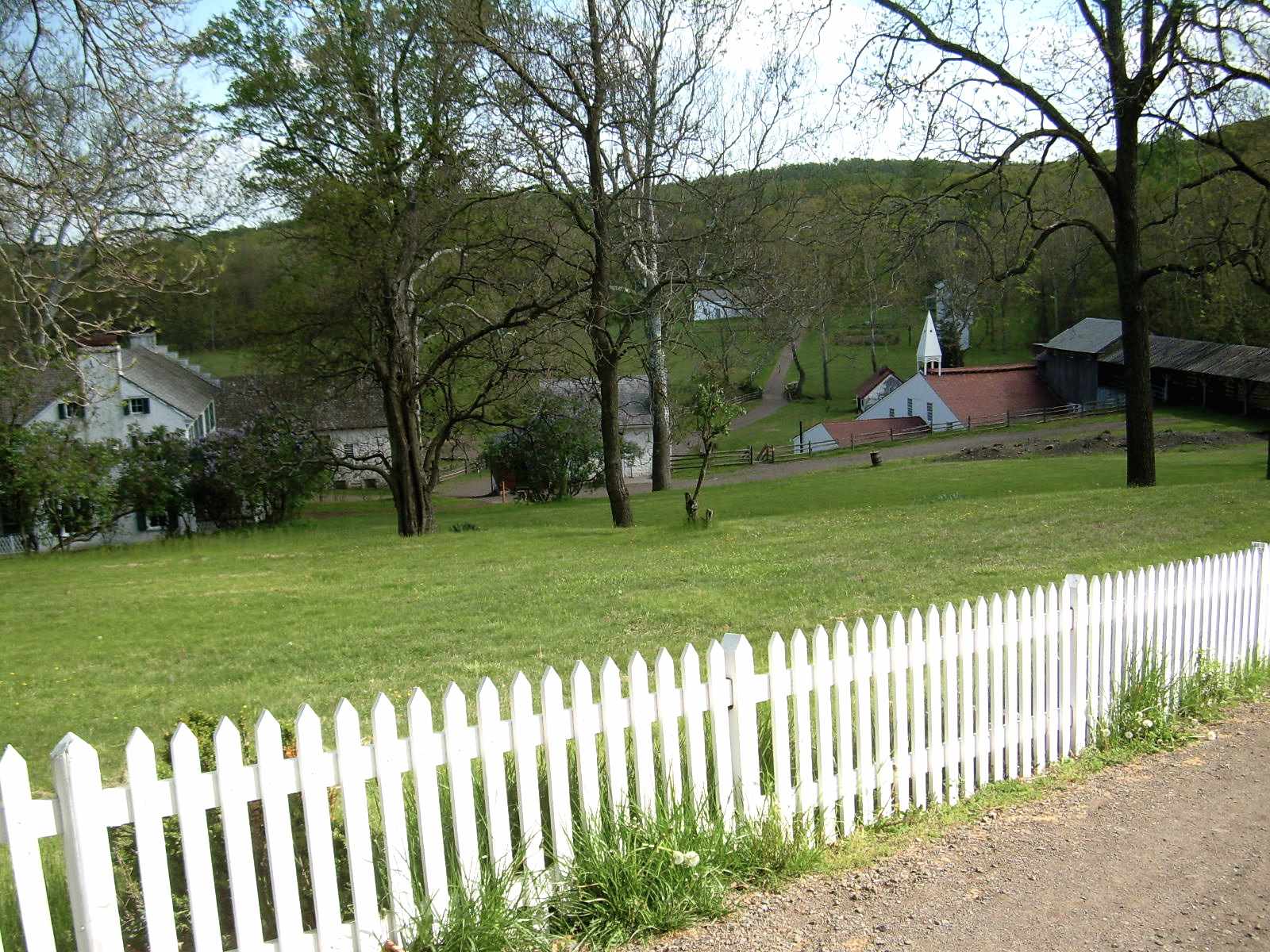
Село Хоупвел. 2008 рік.

Хоупвелл (англ. Hopewell) — історичне село у США в окрузі Беркс штату Пенсільванія, яке виникло навколо металургійного підприємства 1771 року побудови. Сьогодні територія поселення фактично є музеєм просто неба і офіційно є Національним історичним об'єктом США.
Об'єкт є прикладом типової для свого часу так званої «залізоробної колонії».

## Історія

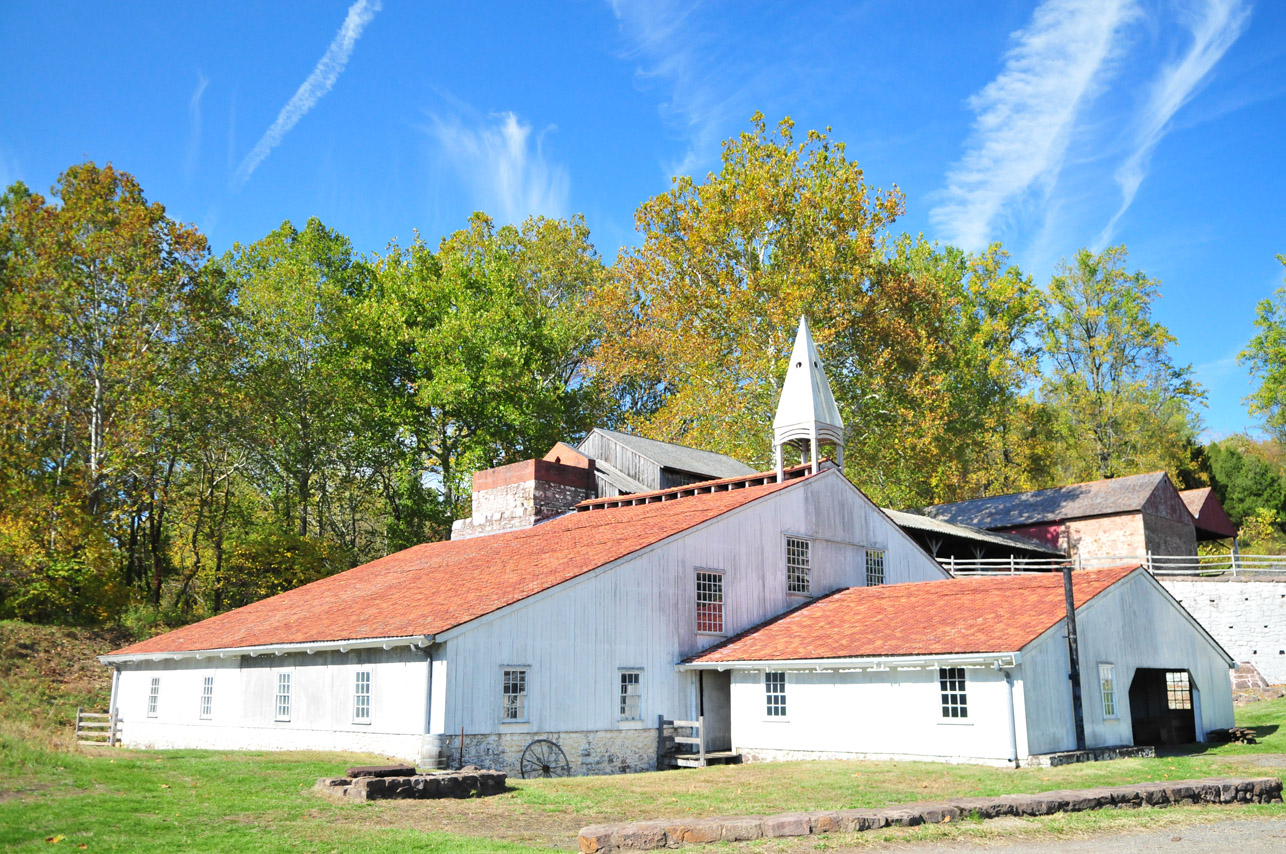
Доменна піч у селі Хоупвелл. Реставрація.

Поселення виникло після того, як 1771 року Маркус Берд (англ. Marcus Bird) збудував у цій місцевості доменну піч. Доменна піч працювала на деревному вугіллі.
З переходом в середині XIX століття американської металургії на виплавку чавуну з використанням антрациту замість деревного вугілля, такі маленькі доменні печі, як у селі Хоупвелл, стали застарілими.
Металургійне виробництво проіснувало на цьому місці до 1883 року, тобто 112 років.
Нащадки Маркуса Берда, Едвард і Джордж Брук, 1867 року заснували у місті Бердсборо, що розташоване неподалік звідци, металургійне підприємство Birdsboro Iron Foundry Company, яке 1905 року стало Birdsboro Steel Company і, будучи головним підприємством міста, працювало до 1988 року.

## Національний історичний об'єкт «Хоупвельська піч»
З 1969 року територія колишнього поселення Хоупвелл є Національним історичним об'єктом США. До комплексу входять 14 реставрованих об'єктів, серед яких є старовинна доменна піч, ковальський цех, будинок власника заводу, кілька робітничих будинків та інші будівлі. Займає територію 848 акрів (343 гектари). Знаходиться під управлінням Служби національних парків США.
Є об'єктом туризму.

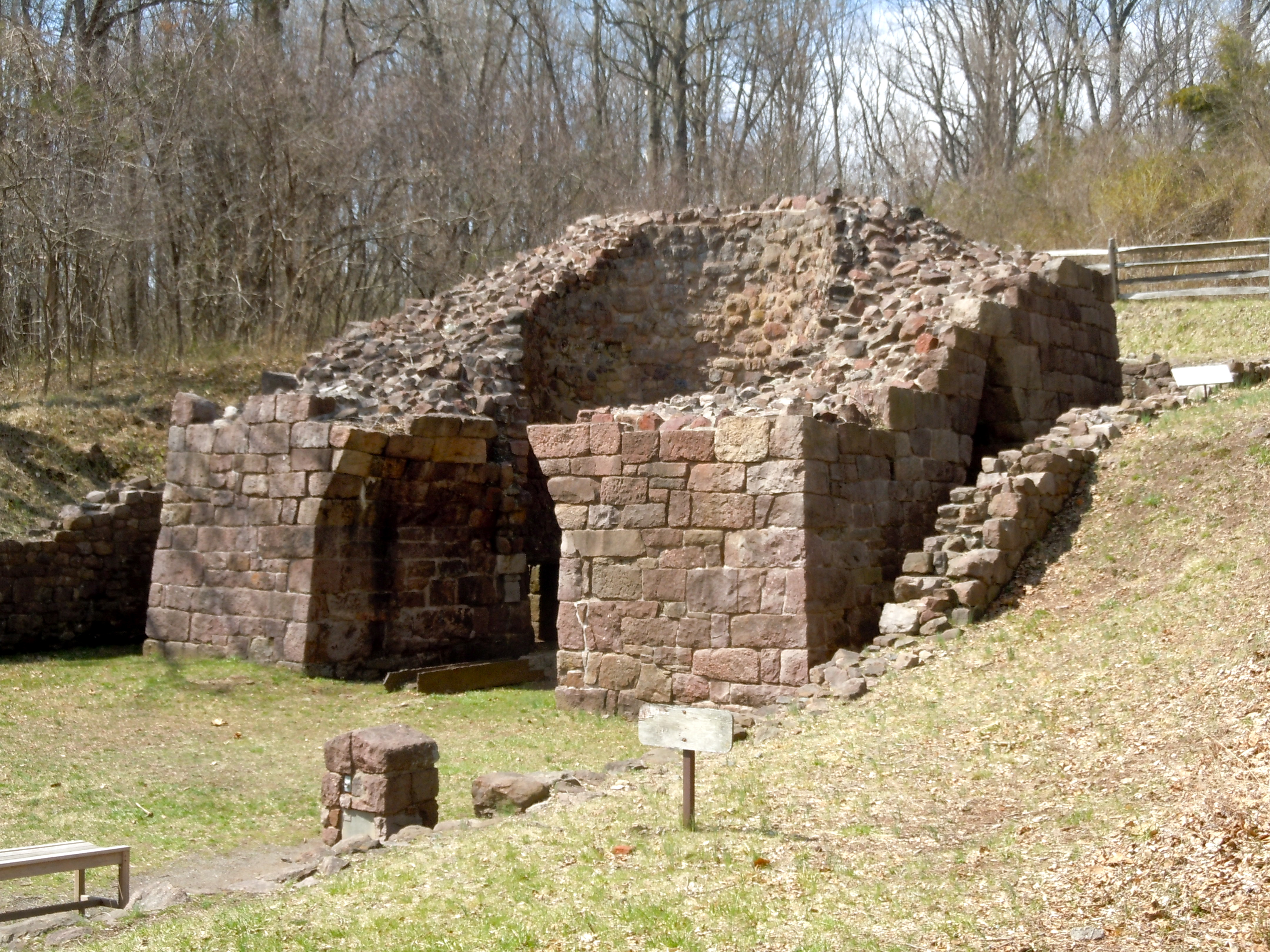
Доменна піч, яка працювала на антрациті.
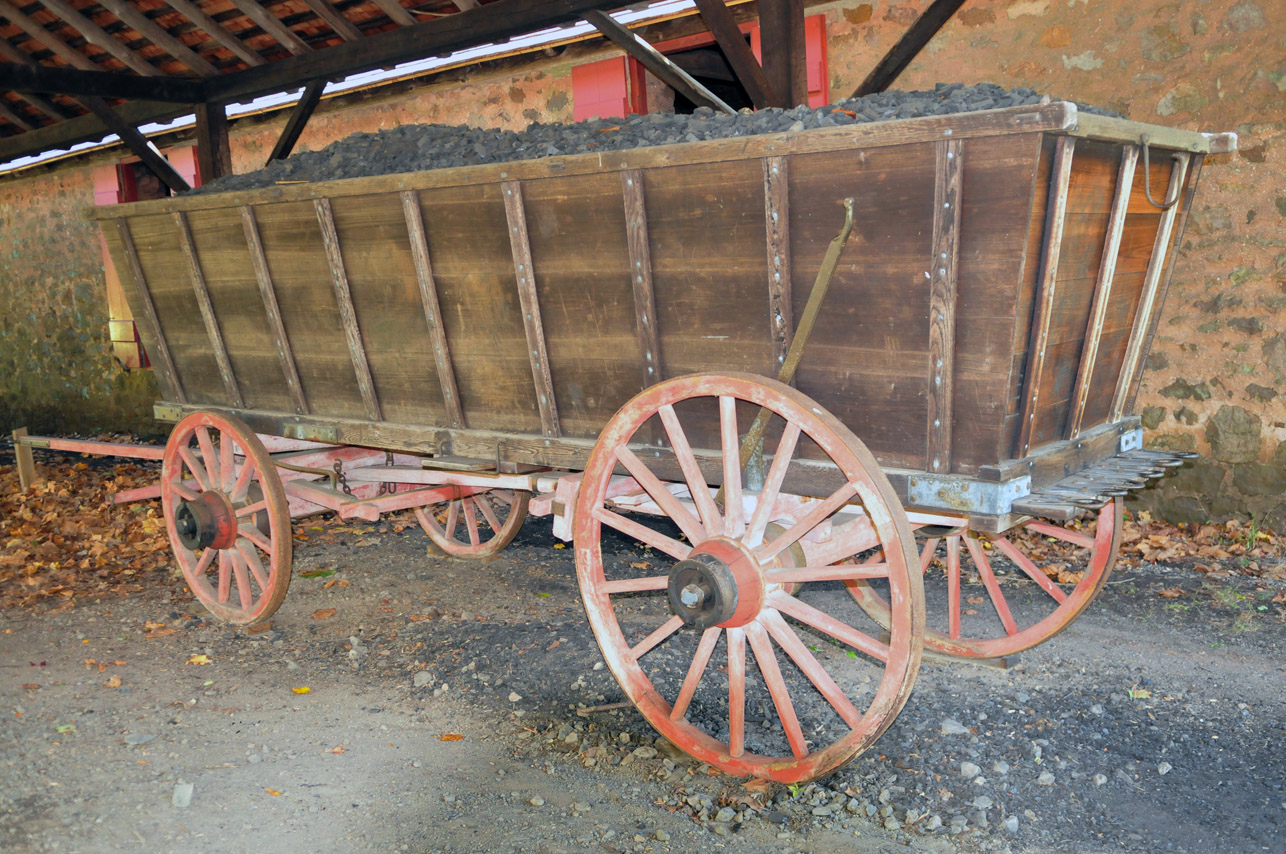
Хоупвелл. Віз, наповнений вугіллям. На таких возах перевозили вугілля на заводі у Хоупвеллі.
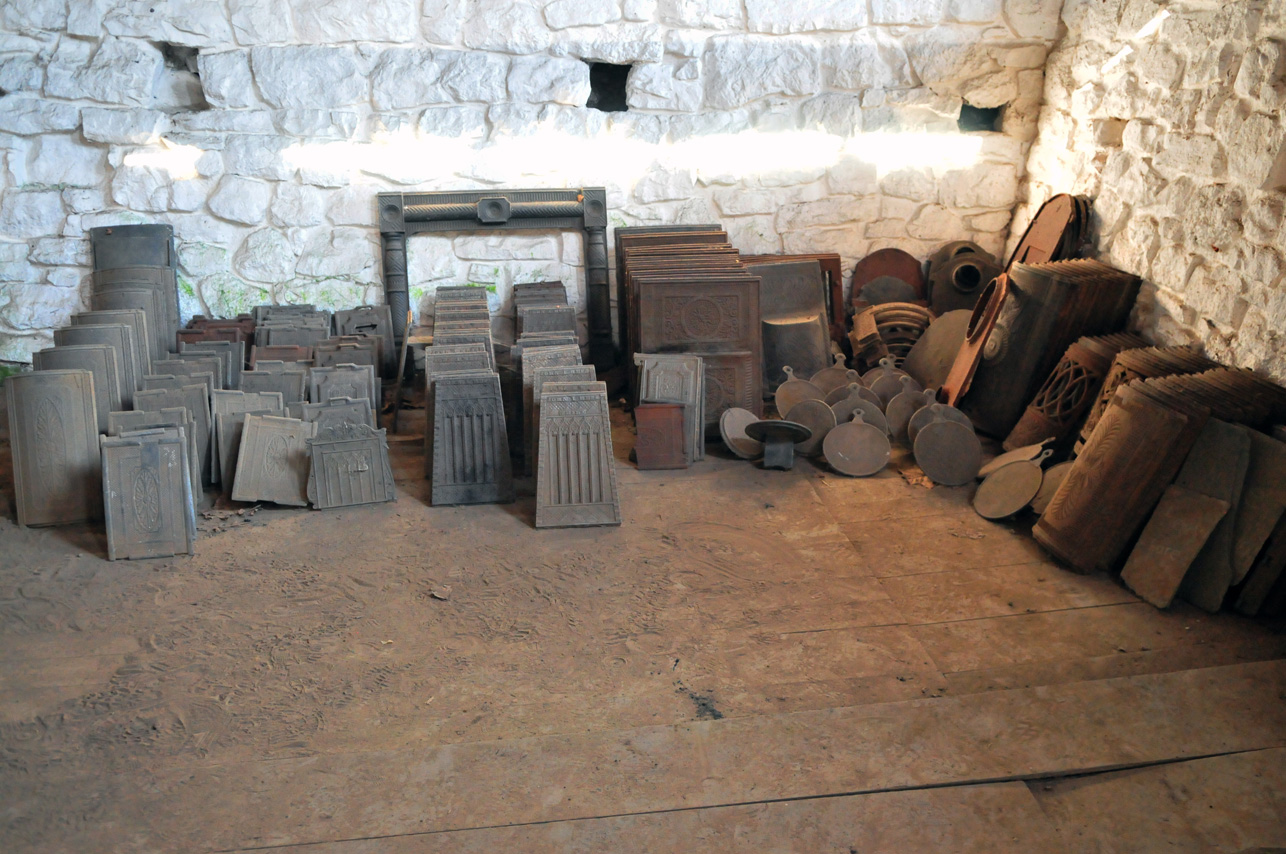
Зразки продукції хоупвельського заводу.
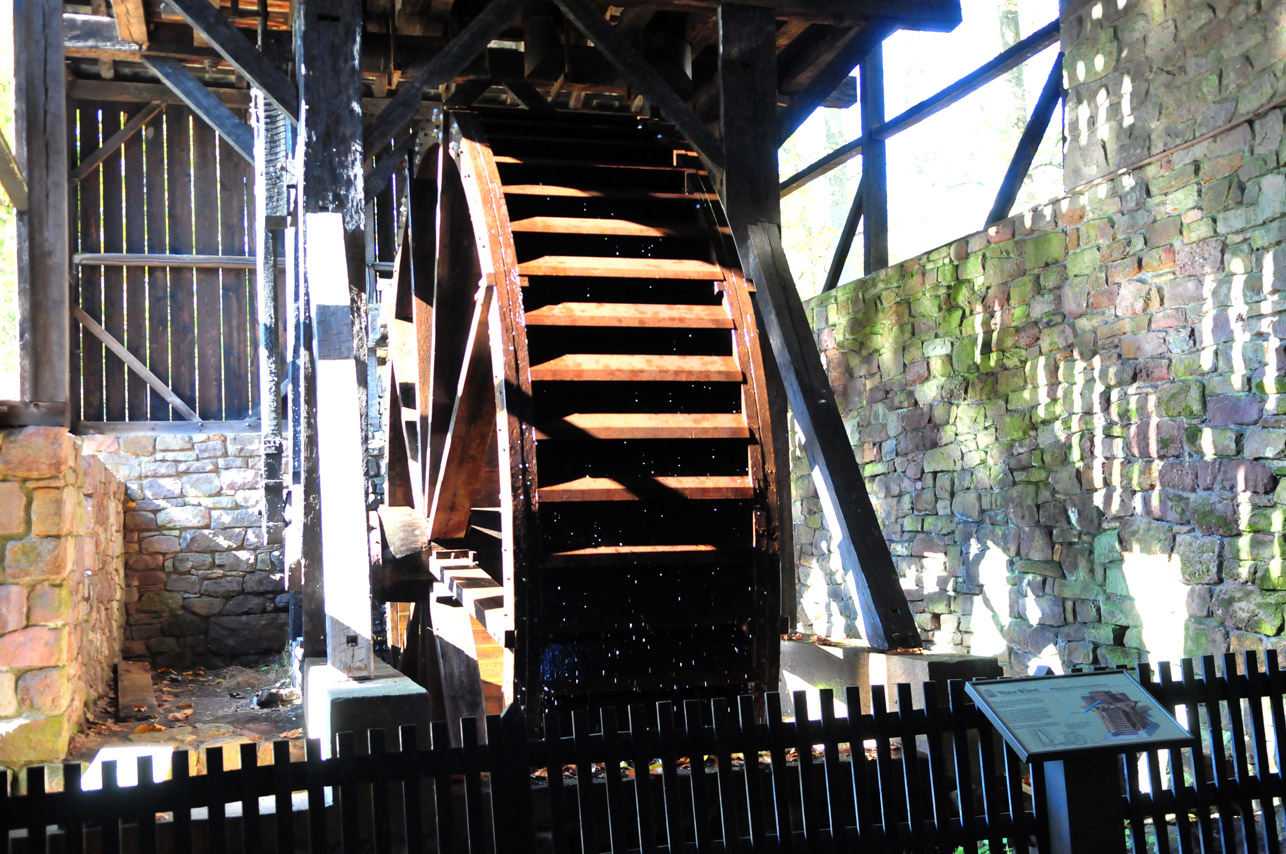
Водяне колесо хоупвельської доменної печі. Це колесо прибудовано під час реставраційних робіт після 1920-х років.